# 花邊教主 (電視劇)
《花邊教主》是一部由塞西莉·馮·齊格薩2002年所作的流行同名小說《花邊教主》改編而成的美國青春劇情電視劇。全劇由無所不知卻又充滿神秘的「花邊教主」（Gossip Girl）Blog充當旁白，圍繞著一群就讀貴族高中的上流社会青少年在紐約市曼哈頓上东區的生活，講述了他們在貴族學校就讀期間所發生的種種八卦與愛恨情仇。
2007年9月18日，由加拿大CTV首次播映《花邊教主》；較美國CW电视台早一日播映。2007年10月，五大電視網都續購該劇第一季全18集於2007至2008年的播映權。2007年－2008年美國編劇協會大罷工結束後，《花邊教主》於2008年4月21日恢復播映，為第一季影集畫下結局。第三季於2009年9月14日播放。第四季於2010年9月開始播放。第五季於2011年9月播放。第六季（最終季）於2012年9月播放。

## 演員和角色
在《花邊教主》第一季有9名固定演员，他們在2007年2月到4月間受邀演出該劇。電視劇改編劇本中，製作人最初選擇Serena van der Woodsen、Blair Waldorf、Daniel Humphrey、Nate Archibald、Chuck Bass、Jennifer Humphrey、Lilian Vander Woodsen、Rufus Humphrey八人作為全劇的主角。2月，布蕾克·萊芙莉和琳頓·米斯特最先被選定出演該劇，她們分別飾演Serena、Blair兩大女主角。后来，潘·巴奇利、泰勒·麥遜、柴斯·克勞福、凯莉·拉瑟福德、康纳·保罗和弗洛伦西亚·洛扎诺也確定參演與試播集中的Eleanor Waldorf。4月，艾德·威斯維克与马修·塞特尔被選為Chuck和Rufus的演員。2007年5月17日，基絲汀·貝爾被選為該劇的旁白，即為花邊教主的配音。
在編劇罷工期間，杰西卡·斯佐尔於2007年9月客串參演飾演Vanessa Abrams，並在第一季中期轉為正式角色成为主角之一。蜜雪兒·柴藤伯客串出演了Georgina Sparks：该角色是第一季的主要反面角色。

## 主要角色
Blair Waldorf
5尺4寸高，苗條，有一双亮晶晶眼睛的女生。聰明，有決心，經常參與課外活動。
- 在頭三本書中，她有一头栗色的长发，但在Because I'm Worth It的情節中剪掉了。
- 她擁有潑辣及控制人的性格，崇拜。
- 她很渴望成為電影中的女主角，經常看電影（Breakfast at Tiffany's），十分貪慕虛榮。
- Serena經常令她感到沒有安全感，在第一本書中，當Serena回來，她感到非常不情願因為這表示她需要讓出當Serena不在時，她所擁有的「女王」位置。
- Blair利用自己的個人魅力，金錢和社會地位去獲取自己想得到的東西。
- 她的父親很疼愛她，他令Blair以為自己應得到自己想要的東西。
- 她和Nate有一段不穩定的關係，曾令Serena及Jenny有機可乘。
- 她正在紐約大學就讀。她在電視劇中由麗頓·麥斯達所飾演。
- 她深愛Chuck Bass（白齊克），于第六季時嫁給他，并與Chuck擁有一子Henry Bass。

Serena van der Woodesen
5尺7寸高，有一头淡金色长发，一双蓝色眼睛的女生。
- 在書中，她時常被形容為「完美」。身形苗條，有一種優雅的美。
- 就像她的間歇性好友Blair Waldorf，在紐約社會中，她和她的家人都是很顯赫的。
- 她一直向她的情人說謊，當中包括Nate Archibald、Dan Humphrey、Aaron Rose及一些在耶魯大學的傾慕者。
- 儘管她備受男性注意，她始終渴望真愛。她經常談戀愛，但沒有一次是比較認真的。
- 她沒有像Blair般的緊張和要求多多。她很容易得到自己想要的東西，這令到很多人嫉妒。
- Jenny Humphrey十分崇拜她，雖然她們有很大的差異，Jenny很想變成像她一樣。
- 她經常被發現她的八卦的同學批評，但是他們都痛恨她的美貌和她吸引男性的能力。
- 她在電視劇中由布娜克·利夫尼所飾演。

Nate Archibald
一個英俊、富有的男子袋棍球成員。
- 他被描述為一個有金褐色曲髮和一雙綠眼睛的男生。
- 他的母親是法國社會名媛，而他的父親是一個前海軍指揮官。
- 他經常與女生約會，當中包括Serena van der Woodsen、Jenny Humphrey、Vanessa Abrams 、L'Wrenand以及來自漢普頓的Tawny，但是他唯一 認真對待的女朋友是Blair Waldorf、Vanessa Abrams 和Serena van der Woodsen。
- 他最後選擇與父親乘坐帆船環遊世界，因為他不能在Blair與Serena之間作出抉擇。
- 他在電視劇中由查斯·歌羅馥所飾演。

Chuck Bass
- 他是帝國大廈的繼承人
- 他有權有勢因此是所有女人嚮往的對象
- 他與許多女孩發生過關係
- 他最後與Blair Waldorf結婚

Dan Humphrey
一個瘦削、敏感的咖啡迷和詩人，經常看見事情的陰暗面。
- 他是一個很浪漫、想像力豐富的人，過度分析和容易受挫。
- 他曾與Vanessa Abrams在一起，但他經常不是一位最佳男朋友。之後他跟Serena van der Woodsen談戀愛。
- 在第五季中，他不知不覺地愛上了Blair，而且經常在她身邊守護她。
- 他跟他的妹妹Jenny和父親Rufus關係良好。
- 在他與Vanessa Abrams在一起之前，他曾對自己的性取向有所混亂，亦曾跟一個叫Greg的男子在一起。
- 在最後的書中，他的母親因為相信他是同性戀者而回來。
- 他正在The Evergreen State College就讀。他在電視劇中由潘·巴奇利所飾演。

Jenny Humphrey
- Dan Humphrey的妹妹，十四歲的她是最年輕的Gossip Girl角色。
- 她被描述為一個有一把咖啡色曲髮，4尺11寸高，有一雙褐色眼睛的女生。
- 她是一個滿懷大志的人，很想變成一個像Serena van der Woodsen的模特兒，她們最後變成朋友。
- 她有DD尺寸的胸部，這對她是一個問題，而這個也是她與Serena最大的分別。
- 她經常嘗試融入富家女的圈子，雖然她在那個圈子並沒有佔一藉位。
- 她不時出現一些異常的行為而建立自己的形象，例如一次偶然的照片攝影伴着一個標題"Does Breast Size Matter?"（胸部的尺寸重要嗎?）。允許自己與Nate Archibald的私人影片在互聯網上傳佈。
- 在她被Constance Billard School for Girls踢出校後，她便沒有再上學。
- 她現在是Cecily von Ziegesar所寫的另一系列小說《The It Girl》的主角。
- 她在電視劇中由泰萊·麥遜所飾演。

Vanessa Abrams
- 她被描述為一個很黑的人，她自己修剪自己的頭髮。
- 她是一個初級電影製作人
- 她的父母住在佛蒙特州，是嬉皮藝術家。
- 她與Dan Humphrey、 Nate Archibald有一段複雜關係。
- 在最後的書中，她就讀紐約大學。
- 她在電視劇中由謝茜嘉·蘇佐所飾演。

## 劇情概要

### 第一季
在神秘離開一年後，Serena Vander Woodsen出人意料地從康涅狄格州的一所寄讀學校回到了紐約。起初，她最好的朋友Blair Waldorf並不樂見她的歸來，這不僅是因為Serena離開後便沒怎麼和她聯繫，還因為Blair已經成為了統領Constance Billard高中三年級的“女王”。在發現瑟琳娜和自己處了很久的男友Nate Archibald在一年前上過床後，Blair決意不再延續與Serena的友情。後來，Serena遇到了局外人Dan Humphrey並同他展開戀情；同時，Dan的父親Rufus Humphrey與Serena的母親Lily Vander Woodsen也重新點燃了他們的舊情。Blair策劃了一場針對Serena的公開誹謗，但發現真相卻是Serena的弟弟Eric Vander Woodsen曾試圖自殺並正在接受治療；經過這次事件後，兩人重歸於好。
雖然Dan堅持要與上東區的人保持一定距離，但他的妹妹Jenny Humphrey卻不顧一切地試圖融入其中，靠給別人做苦差事來成為其中的一員。儘管Blair試圖去糾正並修復自己與Nate的關係，但終未能如願。在他們的戀情結束後，Blair和喜好女色的Chuck Bass上了床，而Chuck亦是Nate的摯友。後來，Chuck對Blair產生了真感情，他決意阻止Blair與Nate的複合，威脅Blair說他要把他們之間的隱情告訴Nate。在這一年裡，Serena和Dan的戀情屢受考驗，這樣的考驗不僅來自上流社會的精英們，還來自Dan最好朋友Vanessa Abrams的歸來。然而，儘管屢遭挫折，他們之間的關係卻變得更加穩固。有次約會時，Serena告訴Dan說，Blair在同一周內與Chuck和Nate都上過床，她現在非常害怕自己因此而懷孕；但是，這件事碰巧被Dan的妹妹Jenny聽到，渴望成為上東區的一員，同時又憎惡Blair的Jenny把Blair出軌的事統統告訴了Nate。
隨後，Nate當著全校的面與Chuck公開對質，Blair的完美聲譽因此受到損害，其“女王”地位亦被“廢黜”。由於Blair的缺席，Jenny在Constance Billard的地位得到了提升；但不久後，Blair便利用《Gossip Girls》對Jenny進行了反擊，令其大失顏面。隨著三年級的結束，Serena和Dan的關係也開始走向破裂。 Georgina Sparks回到了上東區，她希望重續與Serena的友誼，但Serena並不願意。於是Georgina便化名Sarah私下里見了Dan，在成為了Dan和Vanessa的朋友後揚言要揭露Serena不堪的過去。經過最初的掙扎後，Serena向Blair、Chuck、Nate乃至Dan坦白了她的過去，說明了她離開紐約市的原因是被捲入了一樁毒品販子意外身亡的案件，並告訴了他們Georgina的真實面貌。儘管Dan與Serena都試圖修補與彼此的關係，但Dan覺得這些謊言和階級差別令他們無法走到一起；於是，在Bart Bass與Lily的婚禮上，兩人分手了。婚禮上Blair和Chuck重歸於好，但很快便又破裂了：因為Chuck不願意向Blair表達出自己的感情......

### 第二季
Blair在上季最後被Chuck放鴿子後，就沒有跟Chuck在一起了。Blair本來想利用英國公爵Marcus讓查克吃醋，但久而久之，Blair卻是真心的想和Marcus在一起。不幸地，Blair最後發現Marcus竟然和其繼母搞在一起，她傷心地與Marcus一刀兩斷。之後，即使Blair和Chuck深愛對方，卻始終不願意跨出第一步，說出 I love you.
在一場車禍中，Chuck的爸爸意外過世了，這對Chuck的打擊很大。Blair一直守候在他身旁，他卻不領情，Blair甚至退讓先對查克說出I love you. 儘管如此，Chuck仍然置之不理且逃避，過了好長一段時間後，Blair受不了，再度對Chuck告白，孰料Chuck再一次逃開，Blair幾乎心灰意冷了。此時，Chuck手拿禮物捧著花出現在Blair眼前，終於對她說出I love you，兩人有個Happy ending!!
Nate和Marcus的繼母在一起，因為Nate的爸爸吸毒且從事一些非法勾當導致家庭破產，而Marcus的繼母有給他錢，所以Nate沒有和她分開，但同時也和Vanessa有連繫。Marcus和其繼母不倫戀的事情曝光後，他們就離開了。
Nate似乎對Jenny有好感，吻了她幾次，其中一次是在某個宴會上，但很不幸被爆料於花邊教主，所以大家都知道這件事。之後他們就沒什麼在一起了。Nate曾寫過一封信給Jenny，但被Vanessa發現並藏起來了。
Nate和Vanessa交往，不小心被Jenny發現，一氣之下，Jenny故意讓Vanessa當眾出糗，Vanessa同時把她藏信的事情告訴Nate，最後仍選擇和Vanessa在一起，之後他們分手了。
Nate和Blair重修舊好，彷彿一切都很完美，但漸漸地，Blair發現她的心早已屬於Chuck，所以最後她選擇和Nate分手。
Serena和Dan分手後，她和Aaron(藝術家)陷入熱戀，相處一段時間後，Serena和Dan都發現彼此才是心目中的最愛，所以又悄悄地復合了，命運愛捉弄人，因某些緣故Dan沒有向Serena坦白，他們再度分手。
分手後，Dan和Rachel(Serena的年輕老師)有曖昧且發生關係，事情爆發後Rachel離開了，只留了一張字條給Dan。
Serena愛上Gabriel，Gabriel本來和Poppy(Serena's friend)在一起，許多人投資在Gabriel後，錢都不翼而飛，Serena才驚覺這是一場大騙局。然而Gabriel是真心愛著Serena，Poppy才是幕後真正的主謀者。

### 第三季
備受關注的上東區孩子們終於畢業了，不過這並不意味愛情、秘密和醜聞會隨著高中生活的結束而終結。
Serena van der Woodsen去到歐洲度暑假，隨著開學季的到來，她不得不決定究竟是繼續上流社會的名媛身份還是回到大學做個乖乖女，壞小子Carter Baizen的到來將揭曉Serena轉變背後的秘密。 Blair Waldorf和Chuck Bass終於互相袒露了愛意，但是對他們來說，戀愛不僅僅是手拖手看電影，他們的假期生活或讓愛情延續，或就此截止，同一時間，Blair Waldorf的大學生活並不如意，沒黨沒派的她只能寂寂無名地從新人做起；她的室友Georgina Sparks也不會讓她過得太平，她居然毫不客氣地跟 Blair 說她已經不再是當年高中裡高高在上的女王。
在Rufus和Lily van der Woodsen Bass訂婚後，Jenny是否能改頭換面，成為繼Blair之後又一個社交皇后呢？ Dan在成功考取紐約大學後決心重新找回自我，不過“老朋友”Georgina Sparks的到來使一切變得複雜。
Nate Archibald正和一個南方美女Bree Buckley打得火熱。同樣考取了紐約大學的Vanessa Abrams結識了一位新朋友Scott，他的背景與Rufus和Lily van der Woodsen Bass有莫大的關係。

### 第四季
Blair和Serena在巴黎度過了一個美好的夏天，不知道她以前的情人Chuck Bass正經受槍傷的痛苦。正當Blair決定忘記Chuck時，Chuck在巴黎神秘現身，還帶來一位美貌高貴的「法國新情人」Eva。與此同時，Blair正享受著新的「單身女郎」身份，Serena及一群性感的巴黎男孩混在一起，不知道究竟該接受哪位情郎：Dan還是Nate。紐約上東區，Nate遇到一個叫Juliet的美麗女人。 Juliet稱Nate糜爛的夏季生活只不過是他用來逃避現實的手段－－他心中還愛著Serena。而Dan、Georgina和孩子的故事還在繼續，Vanessa也捲了進來。 Blair和Serena從巴黎歸來，當Serena還不知道該接受Dan還是Nate的時候，Dan和Nate已經心有所屬。 Blair也決心要拆散Chuck和Eva。 Eva離開，Chuck向Blair正式宣戰，要Blair一無所有。 Nate的新女友Juliet有著莫大的秘密，令她不惜利用Nate去破壞Serena。

### 第五季
本季於洛杉磯開始，Chuck和Nate以洛杉磯作為他們的夏季行程的最後一站，兩人亦決定探訪Serena。Chuck發現一種新的哲學，並對一切事情也說“是”，甚至死亡玩命特技。
Serena繼續從事電影的工作，並於最後轉為全職工作。Nate則有了外遇 ─ 老年婦女Diana Payne，但Diana可能對Nate有別有用心。回到紐約，Dan獲悉Vanessa已經將他的小說第一章出版了，而Blair則繼續她與Louis的婚禮計劃，她也得知自己懷孕。她發現自己仍然對Chuck有感情，所以決定和Chuck一起遠走高飛，可惜他們遇上了車禍，而車禍導致Blair失去了她的孩子，Chuck幾乎死掉，Blair最終決定嫁給Louis。本季還提及Nate運行網上八卦網站NYSpectator，而Blair和Dan的友誼則轉到一個曖昧關係。Chuck在找尋他真正的父母時，發現了他的父親Bart仍然活著，而且Cece亦影響了Lily和Rufus的婚姻。在本季結束時，Blair在Dan和Chuck之間做出選擇，Lily亦在Rufus和Bart之間做出選擇。Serena離開了城鎮，而Dan在Georgina的幫助下決定寫一本關於上東區的新書。

### 第六季（最終季）
緋聞女孩出現在大結局，以往消失的人包括Vanessa和Juliet，前系列的常客Eric及Jenny也於本季出現。而Blair則和Chuck結婚了，節目亦加速至五年之後，Chuck和Blair有了一個孩子。而Nate的事業很成功，擔任紐約市長的候選人。最後一幕是Serena與Dan的婚禮，是一個小儀式，與Blair和Chuck的家庭，Dorota，Chuck，Jack和Georgina（他們現在是情侶），Jenny和Eric等人在一起，而Lily選擇了Eric的父親William，而Rufus似乎另結新歡（音樂家Lisa Loeb，於第一季出演客人）。在壓軸透露了其實Dan才是花邊教主。